# Gustaf Boivie
Gustaf Carl Fredrik Boivie (Estocolm, 27 de novembre de 1864 - Ängelholm, Escània, 12 de gener de 1951) va ser un tirador suec que va competir a començaments del segle xx.
El 1912 va prendre part en els Jocs Olímpics d'Estocolm, on disputà quatre proves del programa de tir. Guanyà la medalla d'or en la prova de carrabina, 25 metres per equips, mentre en la prova individual fou quinzè. En la prova de pistola de foc fou onzè i en la de pistola des de 50 metres 42è.